# AHWR
AHWR(Advanced Heavy Water Reactor) 또는 신형 중수로 또는 개량형 중수로는 인도의 바바 원자력 연구센터(BARC, Babha Atomic Research Center)가 개발중인 토륨 원전이다. AHWR은 수직압력 튜브형 비등경수 냉각 및 중수 감속 시스템으로서 300MWe의 전기출력, 750MWt의 열출력을 낸다. 2012년 최초의 신형 중수로를 착공할 계획이다. 
인도는 신형 중수로를 개발하여 해외에 수출할 계획이라고 인도원자력위원회(IAEC)의 Anil Kakodkar 위원장이 오스트리아 빈에서 2009년 9월 16일 밝혔다.

## 같이 보기
- 토륨 원전